# Ny Varberg

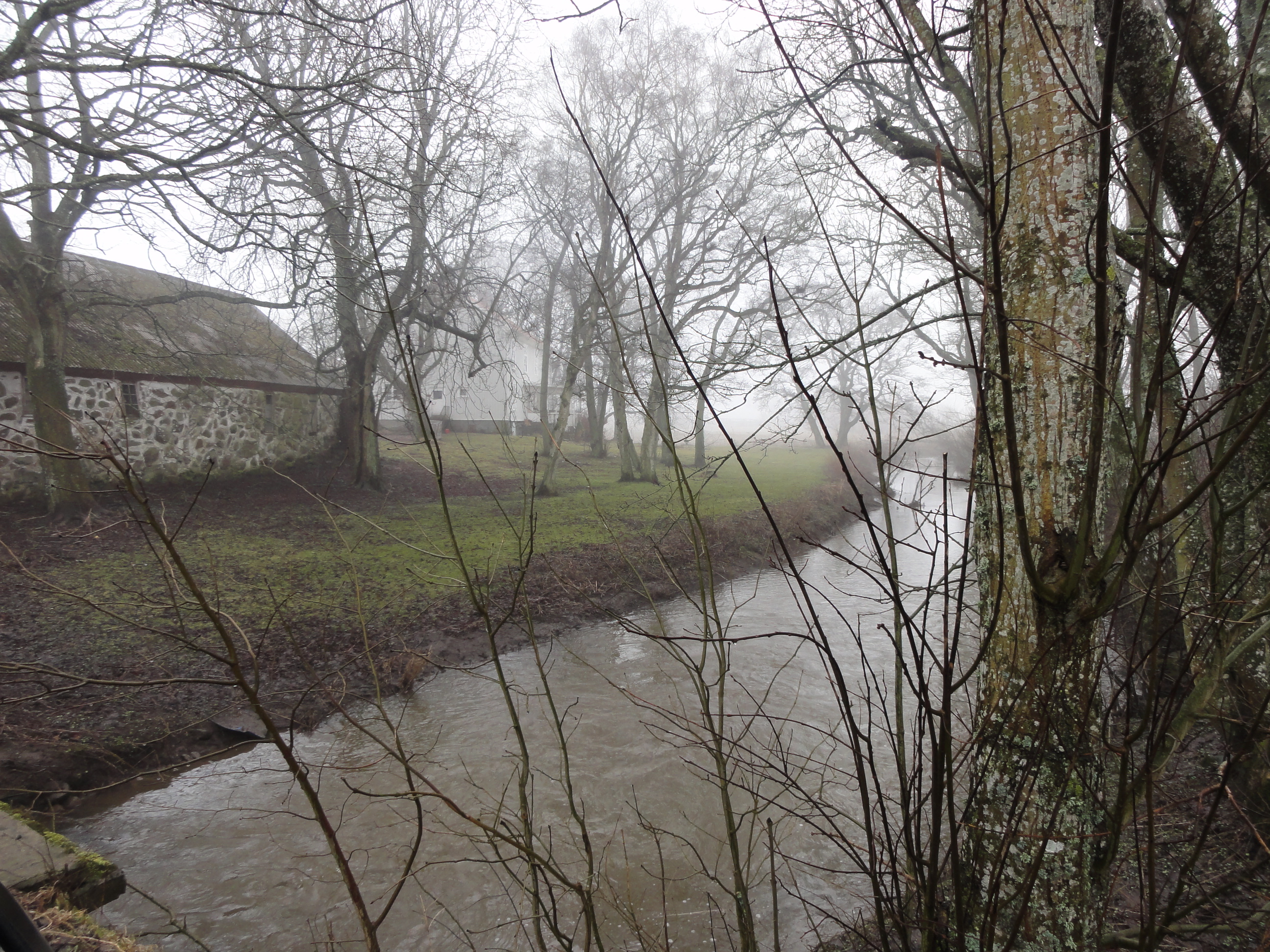

Ny Varberg ou Nyby était une ville située à quelques kilomètres au nord de l'actuelle Varberg en Suède. La ville a été fondée au début du XVe siècle, à une date indéterminée. Les troupes suédoises ont brûlé la ville pendant la Guerre de Kalmar en 1612, après quoi elle n'a pas été reconstruite. Le roi Christian IV a ordonné la fermeture de la ville en 1613, et a placé sa bourgeoisie sous la protection de la Forteresse de Varberg appelée Platsarna.